# ATE IIa und IIb
Die ATE IIa und IIb waren dreifach gekuppelte Güterzug-Schlepptenderlokomotiven der k.k. priv. Aussig-Teplitzer Eisenbahn.

## Geschichte
Die erste Lokomotive der Kategorie IIa wurde bereits 1859 von Borsig in Berlin an die im Jahr zuvor eröffnete Aussig-Teplitzer Eisenbahn geliefert. Offenbar bestand jedoch zunächst kein Bedarf an einer für die damalige Zeit derartig leistungsfähigen Lokomotive. Weitere vier Lokomotiven fertigte Sigl in Wien dann in den Jahren 1864 und 1867.

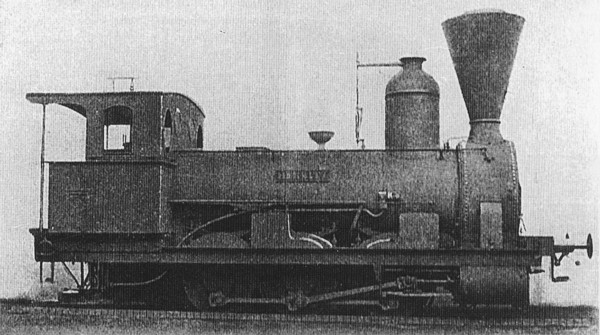
ATE IIb „KARBITZ“

Erst nach der Fortführung ihrer Hauptstrecke bis Komotau bestand bei der ATE Bedarf an weiteren Lokomotiven. Diese wurden als Kategorie IIb von Hartmann in Chemnitz geliefert. Die 24 Lokomotiven wurden in den Jahren 1870 bis 1874 mit den Werknummern 429–431, 448, 478–480, 515–517, 603–613 und 737–739 gefertigt. Wie bei der Aussig-Teplitzer Eisenbahn üblich, erhielten sie fast ausschließlich Namen nach Orten im Einzugsbereich der Bahn: SCHLOSSBERG, TÜRMITZ, KARBITZ, BILIN, SCHWAZ, GÖRKAU, ELBE, MARIASCHEIN, SCHÖNAU, BIELA, TURN, PROBSTAU, ZINNWALD, KULM, KOSTEN, DOPPELBURG, AUSTRIA, GERMANIA, SAXONIA, BRITANNIA, BOHEMIA, STADITZ, SCHALLAN und PILKAU.
Acht weitere Lokomotiven fertigte die Wiener Neustädter Lokomotivfabrik in Wien in den Jahren 1880 und 1885.
Eingesetzt wurden die ATE IIa und IIb vor allem im Kohleverkehr auf der Hauptstrecke der ATE von Komotau zum Elbhafen Aussig.
Bis auf eine Lokomotive gelangten alle ATE IIa und IIb nach der Verstaatlichung der ATE (1924) noch zur Tschechoslowakischen Staatsbahn ČSD und erhielten dort die neue Reihenbezeichnung 302.1. Bis 1938 schieden die Lokomotiven aus dem Betriebsbestand der ČSD aus.
Von den ATE IIa und IIb blieb keine Lokomotive museal erhalten.

## Technische Merkmale

ATE IIa

Die Lokomotiven besaßen einen aus drei Schüssen gefertigten Langkessel, welcher im Feuerbüchsbereich zwischen die Rahmenwangen eingezogen war. Der große abgerundete Dampfdom war auf dem vorderen Kesselschuss angeordnet und trug auch das Federwaag-Sicherheitsventil. Zur Kesselspeisung diente ein Friedmann-Injektor. Wie alle Lokomotiven der ATE waren die Lokomotiven mit einem Kobelschornstein zur Verfeuerung böhmischer Braunkohle ausgestattet.
Die Dampfmaschine war als Zwei-Zylinder-Triebwerk mit innenliegender Steuerung konstruiert. Die als Scheibenradsätze ausgeführten Treib- und Kuppelachsen waren im Rahmen fest gelagert. Ob die mittlere Achse einen geschwächten Spurkranz aufwies, ist nicht bekannt. Als Antriebsachse diente die zweite Achse.